# Vegetació rupícola

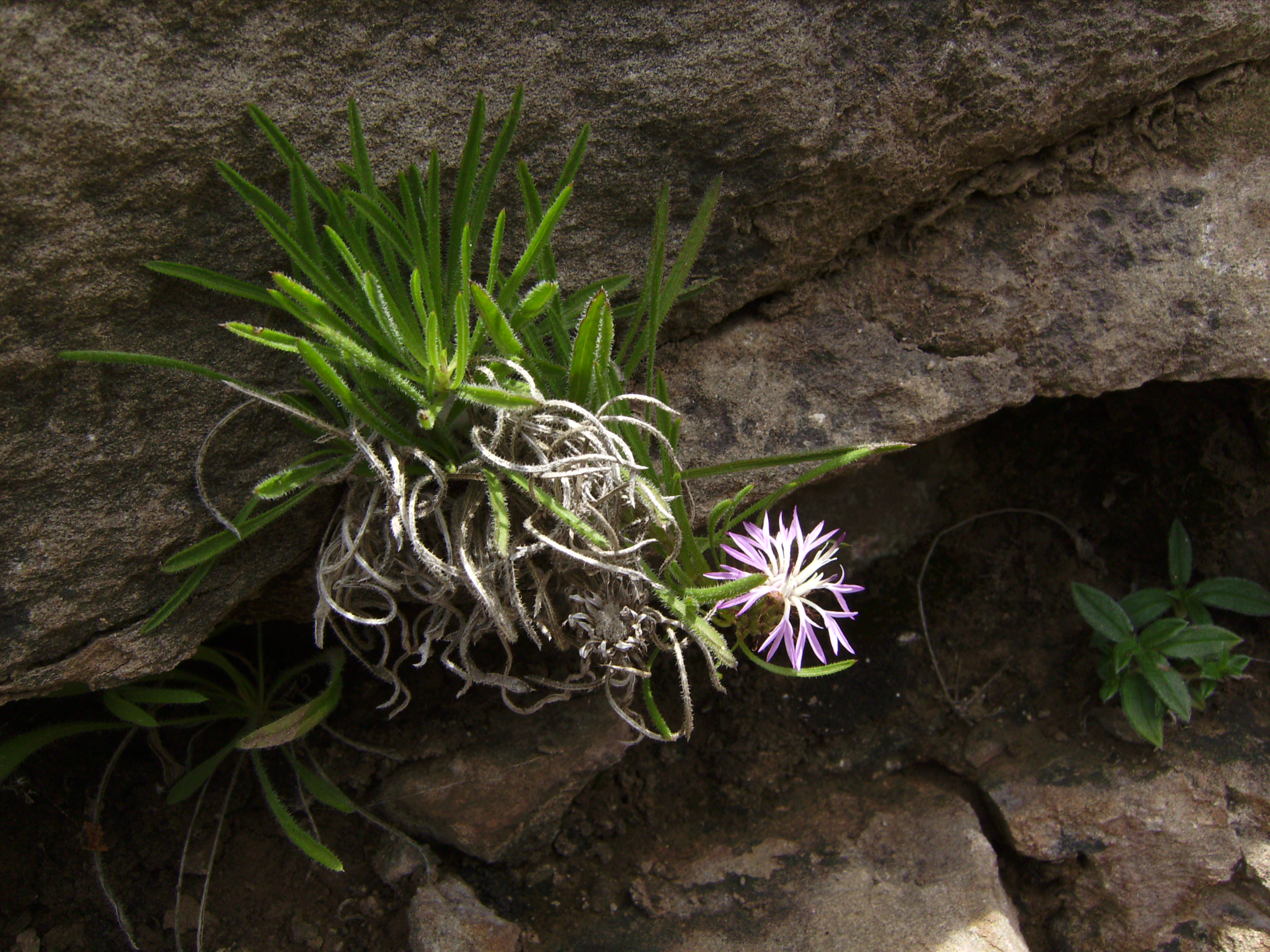
La Centaurea linifolia té tendències rupícoles

Les comunitats rupícoles estan formades per plantes que viuen exclusivament sobre roquissars amb un alt grau d'especialització. Només així aconsegueixen adaptar-se a les dures condicions ecològiques a què estan sotmeses (migradesa de sòl fèrtil, substrat inestable o escassíssim, eixut permanent, manca de nutrients, manca de claror en alguns casos, oscil·lacions tèrmiques que poden superar els 40 °C). Aquest fet ha donat lloc a una virtual disminució dels competidors i a una relativa independència de les fluctuacions que al llarg dels temps ha fet la climatologia general. Aquests dos factors han contribuït a la supervivència dels tàxons que poblen aquests indrets, salvant-se així de les grans extincions que han patit els seus coetanis i esdevenint veritables fòssils vivents.

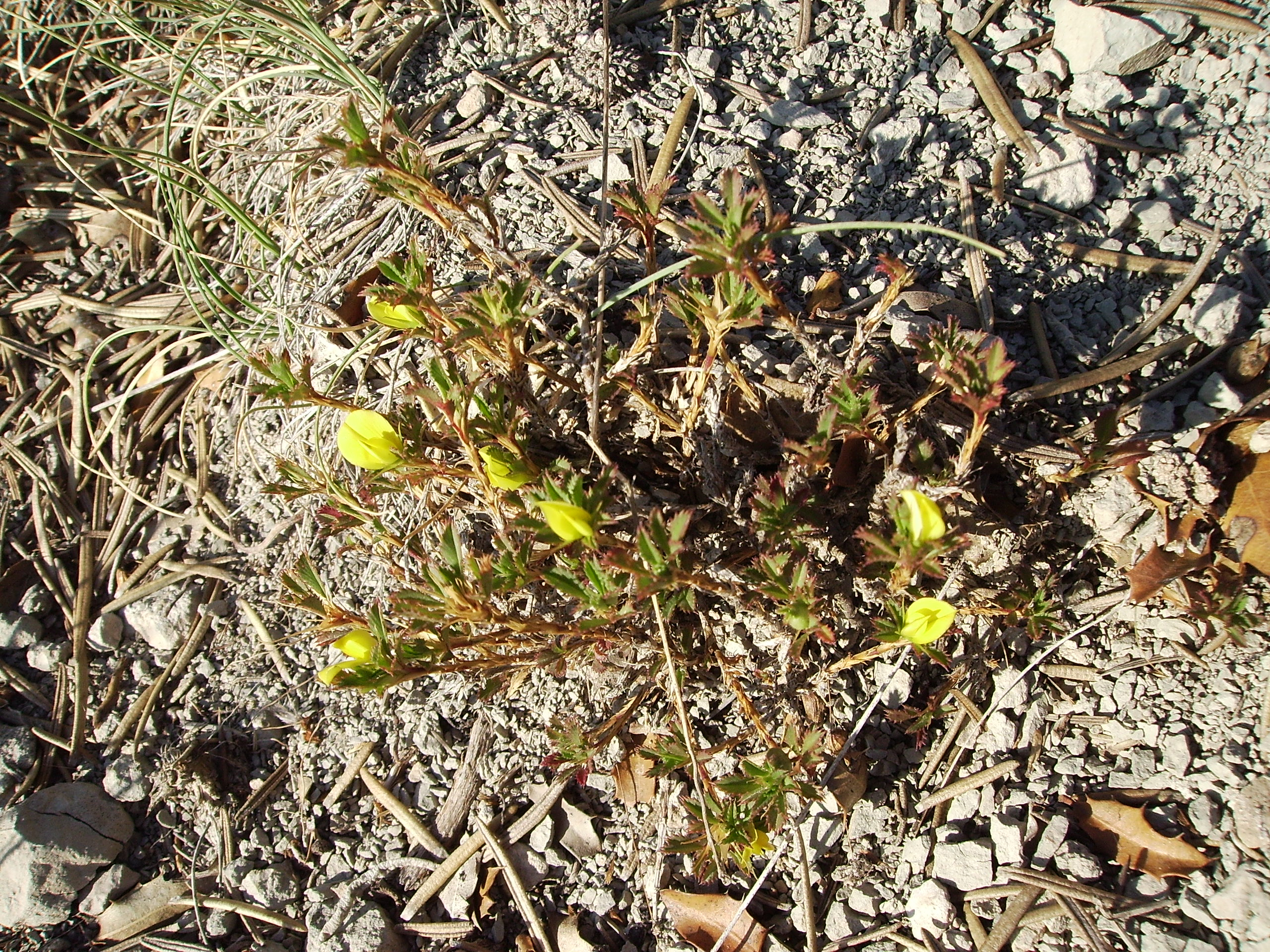
El gavó (Ononis minutissima), és una planta de tendència rupícola

Aquesta independència ecològica tant en l'espai com en el temps i l'aïllament del seu biòtop han donat a les comunitats rupícoles un alt grau d'especiació i endemicitat de les espècies que hi pertanyen (diverses poblacions d'una mateixa espècie evolucionen diferentment, sense creuar-se entre elles des de temps antics, cosa que dona com a resultat l'aparició de noves espècies, diferents per cada indret).
Dit això, i a tall d'observació, cal remarcar que el concepte de comunitat vegetal perd molta consistència davant dels poblaments rupícoles. En efecte, a causa de la mateixa estratègia de supervivència, sovint hom s'enfronta amb un simple escampall d'individus que s'arrapen allà on poden. Difícilment aleshores es pot parlar d'interrelacions en aquests casos.

Cal distingir, si més no, tres grans grups diferents de marc ambiental: la vegetació casmofítica, la comofítica i la glareícola. Condicionen tres grans línies diferents d'adaptació rupestre: les fissures, les codines i les tarteres i clapers.
- La vegetació casmofítica inserta les seves arrels dins les fissures de roques i espadats, buscant aigua i nutrients però també l'ancorament imprescinble per resistir la inclinació del terreny. Poden arribar-se a fer robusts matolls en els indrets on les fissures són profundes.

- En canvi, la vegetació comofítica té el màxim impediment en l'escàs gruix del sòl, on no pot inserir cap sistema radicular gaire profund. L'aigua i els nutrients li són més escassos, però en canvi no ha d'afrontar forts pendents. Són plantes de port discret sovint amb tendència a una certa suculència.

- Finalment, la vegetació glareícola està condicionada per la mateixa dinàmica del substrat, format per pedruscall mòbil que rodola pendent avall. Aquí cal un potent i dúctil sistema radicular rizomatós per no ser arrossegat. La part aèria, en canvi, és discreta i s'avé fàcilment a despreniments de rocs per tal de no fer front amb excessiva energia a acumulacions de còdols que acabarien per fer-la sucumbir.

Una observació final. La selectivitat pels substrats de natura calcària o silícia, prou accentuada en la vegetació zonal, esdevé fortíssima, per raons òbvies, en el cas de la vegetació rupícola.

## Comunitats rupícoles als Països Catalans
Inclou la llista dels taxa més representatius:

### Comunitats casmofítiques calcícoles
- Balears:
  - Brassico-Helichrysion rupestris (comunitats calcícoles de les Balears):
    - Genista cinerea ssp. leptoclada (cineri mallorquí), endemisme de Mallorca
    - Brassica balearica (col borda), endemisme de Mallorca
    - Hippocrepis balearica ssp. balearica (violeta roquera), endemisme gimnèsic
    - Crepis triasii (crepis baleàric), endemisme gimnèsic
    - Helicrysum lamarckii (maçanella de penyal), endemisme gimnèsic
    - Scabiosa cretica (herba penyalera), endemisme de la regió mediterrània occidental
    - Satureja filiformis (tem bord), endemisme de la regió mediterrània occidental
    - Galium crespianum (espunyidera de penyal), end. de Balears
    - Helichrysum rupestre var. cambessedessii (maçanella de penyal), end. de Balears
- Migjorn del País Valencià:
  - Teucrion buxifolii (comunitats sota 1200m del País Valencià):
    - Scabiosa saxatilis ssp. saxatilis, endemisme valencià
    - Carthamus dianius, endemisme valencià
    - Crepis albida ssp. scorzonerides, endemisme valencià
    - Hippocrepis balerica ssp. valentina, endemisme valencià

  - Jasionon folosae (comunitats entre 1200m i 1550m del País Valencià i Catalunya):
    - Teucrium buxifolium (trenca-pedra}
    - Jasonia rupestris
    - Melica minuta ssp. minuta
    - Linaria origanifolia ssp. crassifolia
- Nord del País Valencià i Catalunya:
  - Asplenion petrarchae (comunitats calcícoles de terra baixa):
    - Jasonia glutinosa (te de roca)
    - Satureja fruticosa (poliol)
    - Linaria origanifolia ssp. cadevalii (linària de cingle)
    - Sarcocapnos enneaphylla ssp. enneaphylla (herba freixurera)

  - Jasonion foliosae (comunitats per sobre els 1200m i fins a 1550m de València i Catalunya):
    - Jasione foliosa (jasione)
    - Campanula rotundifolia ssp. hispanica (campaneta), end. Serres de Mariola i Aitana
- Sistemes muntanyosos mediterranis i pirinencs:
  - Saxifragion mediae (comunitats montanes i alpines):
    - Saxifraga longifolia (corona de rei)
    - Ramonda myconi (orella d'os), endemisme del nord-est ibèric
    - Lonycera pirenaica (xuclamel de roca)
    - Campanula speciosa (campaneta gran), la ssp. affinis és un endemisme català
    - Globularia cordiflora ssp. nana (lluqueta de roca)

### Comunitats casmofítiques silicícoles
- Sistemes muntanyosos mediterranis i pirinencs:
  - Androsacion argenteae (comunitats de terra baixa):
    - Androsace vandelli
    - Androsace pubescens
    - Saxifraga pubescens
    - Artemisia eriantha (grup de les artemisies de muntanya)
    - Artemisia gabriellae
    - Sempervirum tectorum (grup dels matafocs)
    - Sempervirum arachnoideum
    - Sempervirum montanum

  - Anthirrinion asarinae (comunitats montanes):
    - Anthirrinum asarina (asarina)
    - Sedum dasyphyllum (grup dels crespinells)
    - Sedum hirsutum
    - Sedum brevifolium
    - Saxifraga vayredana (herba de sant Segimon), endèmica del Montseny

### Comunitats comofítiques
- Illes Balears:
  - Arenarion balearicae (comunitats calcícoles balears):
    - Erodium reichardii, endemisme gimnèsic
    - Sibthorpia africana, endemisme baleàric
    - Arenaria balearica, endemisme tirreno-balear
    - Linaria aequitroloba, endemisme tirreno-balear
- Catalunya meridional i País Valencià:
  - Polypodion cambrici (comunitats de terra baixa calcícoles):
    - Asplenium trichomanes (falzia roja)
    - Polypodium cambricum (polipodi austral)
    - Saxifraga cassoniana, end. del migjon valencià
    - Saxifraga corbariensis, end. de les muntanyes de Prades
    - Minuartia verna ssp. valentina, end. de la Serra d'Espadà

  - Bartramio-Polypodion (comunitats montanes silicícoles):
    - Sedum sediforme (crespinells)
    - Sedum hirsutum
    - Umbilicus rupestris (barretets)
    - Selaginella denticulata (selaginel·les)
- Catalunya central i septentrional:
  - Anomodontion europaeum (comunitats calcícoles montanes):
    - Moehringia muscosa (briòfit), end. de la serralada prelitoral catalana
    - Asplenium fontanum (falguera)
    - Asplenium trichomanes

  - Hypno-Polypodion vulgaris (comunitats silicícoles montanes):
    - Sedum telephium ssp. maximum, endemime olotí
    - Polypodium vulgare

### Comunitats glareícoles
- País Valencià:
  - Scrophularion sciaphilae (comunitats de pedrusques del migjorn valencià):
    - Scrophularia sciaphila
    - Arenaria montana ssp. intrincata
    - Reseda alba ssp. valentina
    - Biscutella laevigata ssp. stenophylla
- Catalunya:
  - Pimpinello-Gouffeion (comunitats de la baixa muntanya catalano-valentina):
    - Biscutella laevigata (herba de llunetes)
    - Chondrilla juncea (màstec)
    - Laserpitium gallicum (vilandre)
    - Peucedanum officinale ssp. stenophyllum (fonoll de porc)
    - Centranthus angustifolius ssp. longicalcaratus (adianeta)

  - Galeopsion (comunitats silicícoles montanes):
    - Galeopsis sagetum
    - Galeopsis ladanum

  - Stipion calamagrostis (comunitats calcícoles montanes):
    - Rumex scutatus (badola)
    - Stipa calamagrostis (sanadella de pedruscall)

  - Iberidion spatulathae (grup calcícola de l'alta muntanya pirinenca):
    - Aquilegia hirsutissima ssp. montsicciana
    - Hutchinsia alpina (hutquínsia)
    - Doronicum grandiflorum (dorònic de pedrusca)
    - Ranunculus glacialis (ranuncle glacial)
    - Borderea pyrenaica (borderea pirinenca)
    - Festuca pyrenaica (festuca pirinenca)
    - Papaver alpinum ssp. suaveolens (rosella alpina)
    - Iberis spatulatha (carraspic espatulat)
    - Ranunculus parnassifolius (ranuncle de pedrusca)

  - Senecion leucophylli (grup silicícola de l'alta muntanya pirinenca):
    - Senecio leucophyllus (herba blanca)
    - Galium cometerrhizon (espunyidella de pedrusca)
    - Cerastium pyrenaicum (cerasti pirinenc)
    - Vitaliana primuliflora (gregòria)
    - Galeopsis ladanum ssp. pyrenaica (galeopsis pirinenca)
    - Carduus carlinoides (card carlinoide)
    - Epilobium collinum (epilobi col·lí)
    - Poa fontqueri (cardot carlinoide)

  - Saxifragion praetermissae (grup silicico-calcicola de l'alta muntanya pirinenca):
    - Saxifraga praetermissa (saxifragues)
    - Saxifraga aizoides
    - Poa alpina (poa alpina)
    - Epilobium anagallidifolium (epilobi)